# Snow Borne Sorrow
| Recensione | Giudizio |
| ---------- | -------- |
| Ondarock   |          |
| Pitchfork  | 7.7/10   |

Snow Borne Sorrow è il primo album in studio del gruppo musicale britannico Nine Horses, pubblicato il 17 ottobre 2005 dalla Samadhisound.
Il 20 aprile 2024 il disco è stato ripubblicato in doppio vinile con alcune tracce bonus per l'annuale Record Store Day.

## Tracce
Testi di David Sylvian.
1. Wonderful World – 6:02 (musica: Steve Jansen, David Sylvian)
2. Darkest Birds – 5:03 (musica: Steve Jansen, David Sylvian)
3. The Banality of Evil – 7:59 (musica: Burnt Friedman, David Sylvian)
4. Atom and Cell – 7:06 (musica: Steve Jansen, David Sylvian)
5. A History of Holes – 8:02 (musica: Burnt Friedman, David Sylvian)
6. Snow Borne Sorrow – 6:23 (musica: Steve Jansen, David Sylvian)
7. The Day the Earth Stole Heaven – 3:19 (musica: Burnt Friedman, Tim Motzer, David Sylvian)
8. Serotonin – 5:54 (musica: Burnt Friedman, David Sylvian)
9. The Librarian – 9:01 (musica: Burnt Friedman, David Sylvian)

Tracce bonus nell'edizione del 2024
1. When Monday Comes Around (musica: Steve Jansen, David Sylvian)
2. Birds Sing For Their Lives (musica: Steve Jansen, David Sylvian)
3. Atom and Cell (Burnt Friedman remix) (musica: Steve Jansen, David Sylvian)

## Formazione
Hanno partecipato alle registrazioni, secondo le note di copertina:
Gruppo
- Burnt Friedman – drum machine, sintetizzatore, tastiera, vocoder
- Steve Jansen – batteria, percussioni, tastiera
- David Sylvian – voce, tastiera

Altri musicisti
- Marcina Arnold – voce
- Tommy Blaze – cori
- Hayden Chisholm – clarinetto, sassofono
- Andrea Grant – cori
- Derek Green – cori
- Morten Grønvad – vibrafono
- Thomas Hass – sassofono
- Arve Henriksen – tromba
- Keith Lowe – basso, contrabbasso
- Tim Motzer – chitarra elettrica, chitarra acustica
- Stina Nordenstam – voce
- Riff Pike III – chitarra elettrica
- Ryuichi Sakamoto – pianoforte
- Daniel Schroeter – basso
- Carsten Skov – vibrafono
- Joseph Suchy – chitarra elettrica
- Neal Sutherland – basso
- Theo Travis – flauto traverso, sassofono

Produzione
- Burnt Friedman – arrangiamento, ingegneria del suono, missaggio, produzione
- Steve Jansen – arrangiamento, ingegneria del suono, missaggio, produzione
- David Sylvian – arrangiamento, ingegneria del suono, missaggio, produzione
- James Fletcher – ingegneria del suono
- Tim Motzer – ingegneria del suono
- Tony Cousins – mastering
- Chris Bigg – grafica
- Weston Mills – copertina